# Tutuila
Tutuila é a principal e maior ilha da Samoa Americana, e a terceira maior ilha do arco insular das Ilhas Samoa. A ilha é destacada no Pacífico Central pelo seu grande porto natural, o porto de Pago Pago, que é a capital da Samoa Americana.
A área da ilha é de 140,29 km², e tinha 55 876 residentes no censo de 2000 (este último número inclui a ilha Aunu'ou, frente à costa sudeste de Tutuila, que tinha 476 habitantes.) O ponto mais alto da ilha é o Matafao Peak (653 m). No século XIX, Tutuila chamava-se Maouna. Politicamente, a ilha está dividida em duas divisões principais, o Distrito Este e o Distrito Oeste.